# Történeti ökológia
A történeti ökológia tájaink múltját, mai arculatát, a természet és a társadalom évezredes együttélésének, kölcsönhatásait, hosszú távú folyamatait, a természettudományok és a társadalomtudományok eredményeit történetileg szintetizálva értelmező tudomány, mely a különböző civilizációs szinteken a természeti környezet meghatározó trendjeit, a társadalom természetkezelési gyakorlatait, a kultúrákba kódolt természetvédelmi rendszereket és a fenntartható fejlődés fejleményeit szerves működésében tárja fel.

## Leírása
A történeti ökológia viszonylag új tudományág, amely a társadalom- és a természettudományok eredményeit foglalja össze, szakágazataival (geomorfológia, dendrokronológia, etnobotanika, limatológia, etnogeobotanika, történeti zoológia, környezeti régészet stb.) pedig a valóság eddig el nem ért területeit érinti. Rámutat a demográfiai, gazdasági, társadalmi változások környezetalakító, vagy romboló hatásaira, a természeti katasztrófák okaira. Számba veszi a törvények, tudományos mozgalmak hatásait. Feltárja a természet védelmét parancsoló mítoszok, szokásrendek üzeneteit: vizsgálja a kultúrákban felhalmozott természetkezelési tapasztalatokat, kimutatja a mítoszok, vallások, irodalmak, művészetek világában a természettel évezredes együttműködésben élő emberiség közös értékeit. 
Vizsgálatait a történeti ökológia régiókban, ökológiai rendszerekben végzi.

## Története
A történeti ökológia  1986-ban a berni Nemzetközi Gazdaságtörténeti Kongresszuson született meg, fogalmát nem a természettudomány, hanem a közgazdaságtudomány vezette be. Tárgya az ember és a természeti környezet viszonya a történelem során. Kibontakoztatása azonban mégsem a közgazdászokhoz, hanem a társadalomtudósokhoz, elsősorban a történészekhez köthető, megemlítve a természettudományok szerepét is. 
A történészek, képzettségükből adódóan az ökológiát az írott történeti források oldaláról közelítik meg, az ökológia mélyebb összefüggéseinek feltárása nélkül. Ezért a történeti ökológia összemosódik a művelődés históriájával, és e  kérdéskörben a környezetvédelem is belekerül.